# Régis de Saint-Jouan
Pour les articles homonymes, voir Jouan et Saint-Jouan.
Régis Le Saulnier de Saint-Jouan est un archiviste et historien français né à Paris le 28 mars 1921 et mort au Légué (Plérin) le 29 août 2005.

## Famille
La famille Le Saulnier de Saint-Jouan est une famille d'ancienne bourgeoisie originaire de Bretagne. Elle possédait avant la Révolution Française la seigneurie de Saint-Jouan, en Saint-Brieuc.
Elle est issue de Bertrand Le Saulnier, né vers 1570, décédé en 1633, bourgeois de Plérin, dans l'actuel département des Côtes-d'Armor. Bonaventure Le Saulnier des Tertres, son arriére-petit-fils, né en 1673, était maître de marine, au service du roi, à Brest, il épousa en 1695 en la cathédrale de Saint-Brieuc, Isabeau Traoüez, et mourut en 1728. Son fils, François-Nicolas Le Saulnier (1707-1755), était échevin de la ville de Saint-Brieuc, il hérita de la terre noble de Saint-Jouan en Saint-Brieuc. Pierre, sieur de Saint-Jouan, né en 1738, fut échevin de Saint-Brieuc et capitaine de la milice bourgeoise. François, son petit-fils (1784-1847), devint capitaine corsaire puis armateur pour la guerre de course, il fonda en 1821 la commune de Binic dont il fut élu premier maire, puis président du Conseil général des Côtes-du-Nord. Francis Le Saulnier de Saint-Jouan (1845-1907) était garde général des Eaux-et-Forêts. Louis Le Saulnier de Saint-Jouan (1848-1920) était maire de Binic de 1880 à 1884

## Biographie
Après des études secondaires au lycée Saint-Louis-de-Gonzague et Bossuet à Paris, puis à la Villa Saint-Jean à Fribourg, dirigée par les Marianistes, Régis de Saint-Jouan obtient son baccalauréat de mathématiques et de philosophie. Le 12 novembre 1943, il épouse Gabrielle Bellocq (1920-1999) dont il aura cinq enfants. Il épouse en seconde noces, Jacqueline Schoepfer-Courant, avec laquelle il a une fille. Engagé volontaire en 1944, il intègre, à la libération, l’École des chartes où il a comme professeur Clovis Brunel, Albert Dauzat et Frédéric Joüon des Longrais, et en 1949 soutient sa thèse sur le Nom de famille en Béarn et ses origines. Devenu archiviste paléographe et diplômé de l'École des Hautes Études, il est successivement nommé archiviste en chef de la Vendée (1950-1957) puis directeur des services d’archives des Côtes-du-Nord (1957-1981) et conservateur des Antiquités et Objets d'art des Côtes-du-Nord (1960-1963). Il a collaboré à la revue de la Société d'émulation de la Vendée et à celle de la Société d’émulation des Côtes-du-Nord et s'est intéressé particulièrement à l'onomastique, à la philologie et aux mathématiques. Il est l'auteur d'une théorie sur les points entiers, non publiée.[réf. nécessaire]

## Publications
- Les Formes anciennes d'un nom languedocien : Vissec. (1955),
- Un futur pair de France en Vendée, le général Beker. (1955),
- A l'industrie, la Vendée offre ses bras (1955) en collaboration avec Auguste Durand et J. Perreau-Pradier.
- Les seize quartiers généalogiques des Capétiens. En collaboration avec Jean-Dominique de Joannis. (1958),
- Le nom de famille en Béarn et ses origines. (1966 réédition 1992),
- Histoire de la Bretagne. coll. « Que sais-je ? » (1964 à 1980),
- L'informatique aux Archives : Comment et pourquoi ?. La Gazette des archives n°77 Varia (1972),
- Les Églises, les congrégations et l'État dans le département des Côtes-du-Nord de l'an VIII à 1940. (1977),
- Histoire des Archives des Côtes-du-Nord. (1982),
- Généalogie de la Maison de Bonnevie de Pogniat. (1984),
- Peut-on mesurer le classement des archives ? (1985),
- Un Mathématicien breton, Alain de Lanascol. (1986),
- Bonaventure Le Saulnier du Vauhello, l’avocat des chouans. (1989),
- Dictionnaire des communes. Département des Côtes-d'Armor. (1990).
- Généalogie de la famille de Laurès. dans Claude-Daniel de Laurès. Mémoire pour servir l’histoire de la ville de Gignac et de ses environs. En collaboration avec Jacques Reilhan de Carnas. Arts et traditions rurales. 2004.